# Llista completa dels ocells del món de Howard i Moore
The Howard and Moore Complete Checklist of the Birds of the World  o Llista completa dels ocells del món de Howard i Moore és un llibre de Richard Howard i Alick Moore que presenta una llista de totes les espècies d'ocells del món. Va ser la primera llista mundial d'ocells d'un sol volum que va incloure noms de subespècies, i fins a la publicació de la 5a edició de la Llista Clements dels ocells del món de James Clements va ser l'única que ho va fer.
Actualment es troba a la seva quarta edició (2013) i està publicada per Aves Press al Regne Unit.
És considerada una de les quatre principals llistes mundials d'ocells.

## Primera edició
La primera edició es va publicar l'any 1980, amb un pròleg de Leslie Brown. L'any 1984 es va publicar una edició revisada.
 

## Segona edició
La segona edició es va publicar el 1991, i es va publicar una reimpressió el 1994, i incloïa un apèndix amb 282 canvis més. Els dibuixos de la portada són de Martin Woodcock.

## Tercera edició
La tercera edició es va publicar l'any 2003. Va ser editada per Edward C. Dickinson, amb l'assistència d'altres quatre compiladors regionals: David Pearson (cobrint Àfrica), James Van Remsen, Jr. (Les Amèriques), Kees Roselaar (la regió del Paleàrtic) i Richard Schodde ( Australàsia); El mateix Dickinson va actuar com a consultor regional per a Àsia.
Aquesta edició comença amb un pròleg de Richard Howard (Alick Moore va morir abans que es preparés aquesta edició). Una introducció de set pàgines ve seguida d'un capítol de sis pàgines titulat "Avian Higher-level Phylogenetics and the Howard and Moore Checklist of Birds" de Joel Cracraft, F. Keith Barker i Alice Cibois, després del qual hi ha un resum de l'estructura familiar utilitzat en aquesta edició, en forma de taula, donant nombres de gèneres i espècies. El gruix del llibre, de les pàgines 31 a 826, és la llista sistemàtica. Una llista de referències de les pàgines 832 a 883 enumera 3000 referències utilitzades en la compilació de la llista.

## Quarta edició
La quarta edició es va publicar en dos volums el 2013 i el 2014. El primer volum (que cobreix els no-passeriformes) va ser editat per Edward C. Dickinson i James Van Remsen, Jr. mentre que el segon volum (passeriformes) va ser editat per Edward C. Dickinson i Les Christidis. La base de dades estigué disponible per a la seva descàrrega el 2018